# Rooseveltův ostrov (Antarktida)
Rooseveltův ostrov je ledem pokrytý ostrov v ležící ve východní části Rossova šelfového ledovce v Antarktidě. Je dlouhý přibližně 130 kilometrů od severozápadu na jihovýchod, 65 kilometrů široký a má plochu přibližně 7500 čtverečních kilometrů. Hřeben ve středu ostrova dosahuje výšky zhruba 550 metrů nad mořem, ale stejně jako zbytek ostrova je pokryt ledem. Ostrov leží v oblasti Rossovy dependence, kterou si nárokuje Nový Zéland.
Rooseveltův ostrov pojmenoval v roce 1934 Richard Evelyn Byrd (z titulu vedoucího expedice, která ostrov objevila), po tehdejším prezidentovi Spojených států amerických Franklinovi Delanovi Rooseveltovi.